# Og han sagde til ormen ...
|  | Denne artikel er oprettet af botten PalnaBot ud fra en ekstern database. Den kan derfor have sproglige fejl eller mangler. Denne skabelon kan fjernes efter kontrol af indholdet. |

Og han sagde til ormen ... er en film instrueret af Jesper Fabricius.

## Handling
Basisfilmen er en film med bemalinger, påklistrede insekter, limbobler og skimmelvækster, der projiceres ind i et filmkamera via et klippebords prisme. Filmforløbet gør i ekstrem grad opmærksom på materialet film, både som stilstand og forløb.